# 612 هـ
612 هـ هي سنة في التقويم الهجري امتدت مقابلةً في التقويم الميلادي بين سنتي 1215 و1216.

## وفيات
- المبارك بن أبي طالب النحوي، أديب ونحوي عراقي يعرف بالوجيه الأعمى.
- عبد الرحمن بن سعد الله الأزجي، محدث وفقيه عراقي، المعروف بابن دبوس.
- ابن حوط الله - شاعر ونحوي أندلسي أدب أولاد الخليفة الموحدي المنصور بمراكش وولي قضاء قرطبة.